# العلاقات الغواتيمالية الكوبية
العلاقات الغواتيمالية الكوبية هي العلاقات الثنائية التي تجمع بين غواتيمالا وكوبا.

## مقارنة بين البلدين
هذه مقارنة عامة ومرجعية للدولتين:
| وجه المقارنة                                              | غواتيمالا       | كوبا                              |
| --------------------------------------------------------- | --------------- | --------------------------------- |
| المساحة (كم2)                                             | 108.89 ألف      | 109.88 ألف                        |
| عدد السكان (نسمة)                                         | 17.26 مليون     | 11.48 مليون                       |
| الكثافة السكانية (ن./كم²)                                 | 158.51          | 104.48                            |
| العاصمة                                                   | غواتيمالا       | هافانا                            |
| اللغة الرسمية                                             | اللغة الإسبانية | اللغة الإسبانية                   |
| العملة                                                    | كتزال غواتيمالي | بيزو كوبي، بيزو كوبي قابل للتحويل |
| الناتج المحلي الإجمالي (بليون دولار)                      | 75.62 مليار     | 87.13 مليار                       |
| الناتج المحلي الإجمالي (تعادل القوة الشرائية) بليون دولار | 126.21 مليار    |                                   |
| الناتج المحلي الإجمالي الاسمي للفرد دولار أمريكي          | 3.90 ألف        |                                   |
| الناتج المحلي الإجمالي للفرد دولار أمريكي                 | 7.45 ألف        |                                   |
| مؤشر التنمية البشرية                                      | 0.627           | 0.769                             |
| رمز المكالمات الدولي                                      | +502            | +53                               |
| رمز الإنترنت                                              | .gt             | .cu                               |
| المنطقة الزمنية                                           | 00              | 00                                |

## منظمات دولية مشتركة
يشترك البلدان في عضوية مجموعة من المنظمات الدولية، منها:
| علم المنظمة | اسم المنظمة                                                          | تاريخ انضمام غواتيمالا | تاريخ انضمام كوبا |
| ----------- | -------------------------------------------------------------------- | ---------------------- | ----------------- |
|             | يونسكو                                                               | 2 يناير 1950           | 29 أغسطس 1947     |
|             | منظمة حظر الأسلحة الكيميائية                                         | ?                      | ?                 |
|             | منظمة التجارة العالمية                                               | ?                      | ?                 |
|             | وكالة حظر الأسلحة النووية في أمريكا اللاتينية ومنطقة البحر الكاريبي ‏ | ?                      | ?                 |
|             | الاتحاد البريدي العالمي                                              | ?                      | ?                 |
|             | منظمة الشرطة الجنائية الدولية                                        | ?                      | ?                 |
|             | الأمم المتحدة                                                        | 21 نوفمبر 1945         | 24 أكتوبر 1945    |
|             | الاتحاد الدولي للاتصالات                                             | 10 يوليو 1914          | 16 يناير 1918     |
|             | المنظمة الهيدروغرافية الدولية                                        | ?                      | ?                 |

## أعلام
هذه قائمة لبعض الشخصيات التي تربطها علاقات بالبلدين:
- أوسكار إسحاق (9 مارس 1979 – )
- غلوريا ألفاريز (صحفية غواتيمالية، 9 مارس 1985 – )
- كريستينا غارسيا (4 يوليو 1958 – )

## وصلات خارجية
- موقع وزارة الخارجية الغواتيمالية
- موقع وزارة الخارجية الكوبية